# Estelle Vuillemin
 (août 2018).
Si vous disposez d'ouvrages ou d'articles de référence ou si vous connaissez des sites web de qualité traitant du thème abordé ici, merci de compléter l'article en donnant les références utiles à sa vérifiabilité et en les liant à la section « Notes et références ».
Pour les articles homonymes, voir Vuillemin.
Estelle Vuillemin, née le 6 juin 1984 à Épinal, est une cycliste française spécialiste du VTT.

## Biographie
Originaire de Raon-aux-Bois dans les Vosges, elle est ancien membre de l’Equipe de France VTT Descente.
Elle suit ses études à l’école supérieure de journalisme Lille-Montpellier où elle devient journaliste Reporter d’Images

## Palmarès en VTT
- 2001
  - Mégavalanche de l'Alpe d'Huez
- 2003
  - 3e du championnat de France de descente
- 2004
  - Mégavalanche de l'Alpe d'Huez
  - 3e du championnat de France de descente
- 2005
  - Mégavalanche de l'Alpe d'Huez